# قضیه وینر-خینشین
در پردازش سیگنال، قضیه وینر-خینشین (که گاهی قضیه وینر-خینشین-اینشتین یا قضیه خینشین-کولموگروف خوانده می‌شود)، بیان می‌کند که خودهمبستگی یک فرایند ایستا در معنای وسیع دارای طیفی برابر با چگالی طیفی توان آن فرایند است.

## پیشینه
این قضیه را اولین بار نوربرت وینر در سال ۱۹۳۰ منتشر کرد، و الکساندر خینشین به طور مستقل در سال ۱۹۳۴ آن را کشف و منتشر نمود. گفته می‌شود که آلبرت اینشتین این ایده را در یک نوشته مختصر در سال ۱۹۱۴ پیش بینی کرده بود.

## برای فرایندهای پیوسته
برای فرایندهای پیوسته این قضیه بیان می‌کند که اگر {\displaystyle x} یک فرایند ایستا در معنای وسیع باشد، به طوری که خودهمبستگی آن که بر حسب امید ریاضی آن به صورت زیر تعریف شده‌است:
{\displaystyle r_{xx}(\tau )=\operatorname {E} {\big [}\,x(t)x^{*}(t-\tau )\,{\big ]}\ }
وجود داشته و به ازای هر مقدار {\displaystyle \tau } متناهی باشد، آنگاه یک تابع یک‌نوای {\displaystyle F(f)} برای بسامدهای {\displaystyle -\infty <f<\infty } وجود دارد به طوری که:
{\displaystyle r_{xx}(\tau )=\int _{-\infty }^{\infty }e^{2\pi i\tau f}dF(f)}
که در آن انتگرال از نوع انتگرال استیلتیس است.

## برای فرایندهای گسسته زمان
برای فرایندهای گسسته زمان، چگالی طیف توان تابع {\displaystyle x[n]\,} برابر است با
{\displaystyle S_{xx}(f)=\sum _{k=-\infty }^{\infty }r_{xx}[k]e^{-i(2\pi f)k}}
که در آن
{\displaystyle r_{xx}[k]=\operatorname {E} {\big [}\,x[n]x^{*}[n-k]\,{\big ]}\ }
همان تابع گسسته خودهمبستگی {\displaystyle x[n]\,} - به شرط مطلقاً انتگرال پذیر بودن {\displaystyle x} - است.

## کاربردها
این قضیه برای بررسی سامانه‌های خطی تغییرناپذیر با زمان هنگام اعمال سیگنال‌هایی که تبدیل فوریه ندارند کاربرد دارد. 

## یادکردها
1. ↑  وینر، نوربرت (۱۹۶۴). سری‌های زمانی. دانشگاه‌ام آی تی.
2. ↑  Wiener, Norbert (1930). "Generalized Harmonic Analysis". Acta Mathematica. ۵۵: ۱۱۷–۲۵۸.
3. ↑  Nahin, Paul J. (2011). Dr. Euler's Fabulous Formula: Cures Many Mathematical Ills. Princeton University Press. pp. ۲۲۵. ISBN 9780691150376.
4. ↑  Jerison, David; Singer, Isadore Manuel; Stroock, Daniel W. (1997). The Legacy of Norbert Wiener: A Centennial Symposium (Proceedings of Symposia in Pure Mathematics). American Mathematical Society. p. ۹۵. ISBN 0-8218-0415-4.
5. ↑  C. Chatfield (1989). The Analysis of Time Series—An Introduction (fourth ed.). Chapman and Hall, London. pp. ۹۴–۹۵. ISBN 0-412-31820-2.
6. ↑  Shlomo Engelberg (۲۰۰۷). Random signals and noise: a mathematical introduction. CRC Press.